# 고체 로켓 부스터

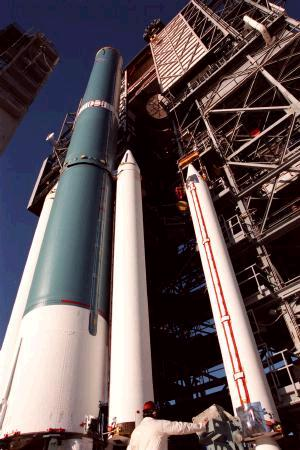
NASA의 고체 로켓 부스터 (오른쪽)

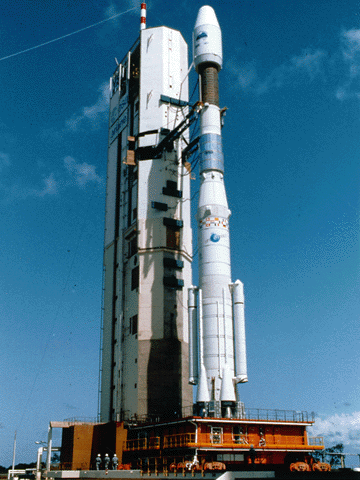
1992년 8월 10일, 토펙스/포세이돈 위성 발사 임무를 수행하기 위해 대기중인 아리안 4호

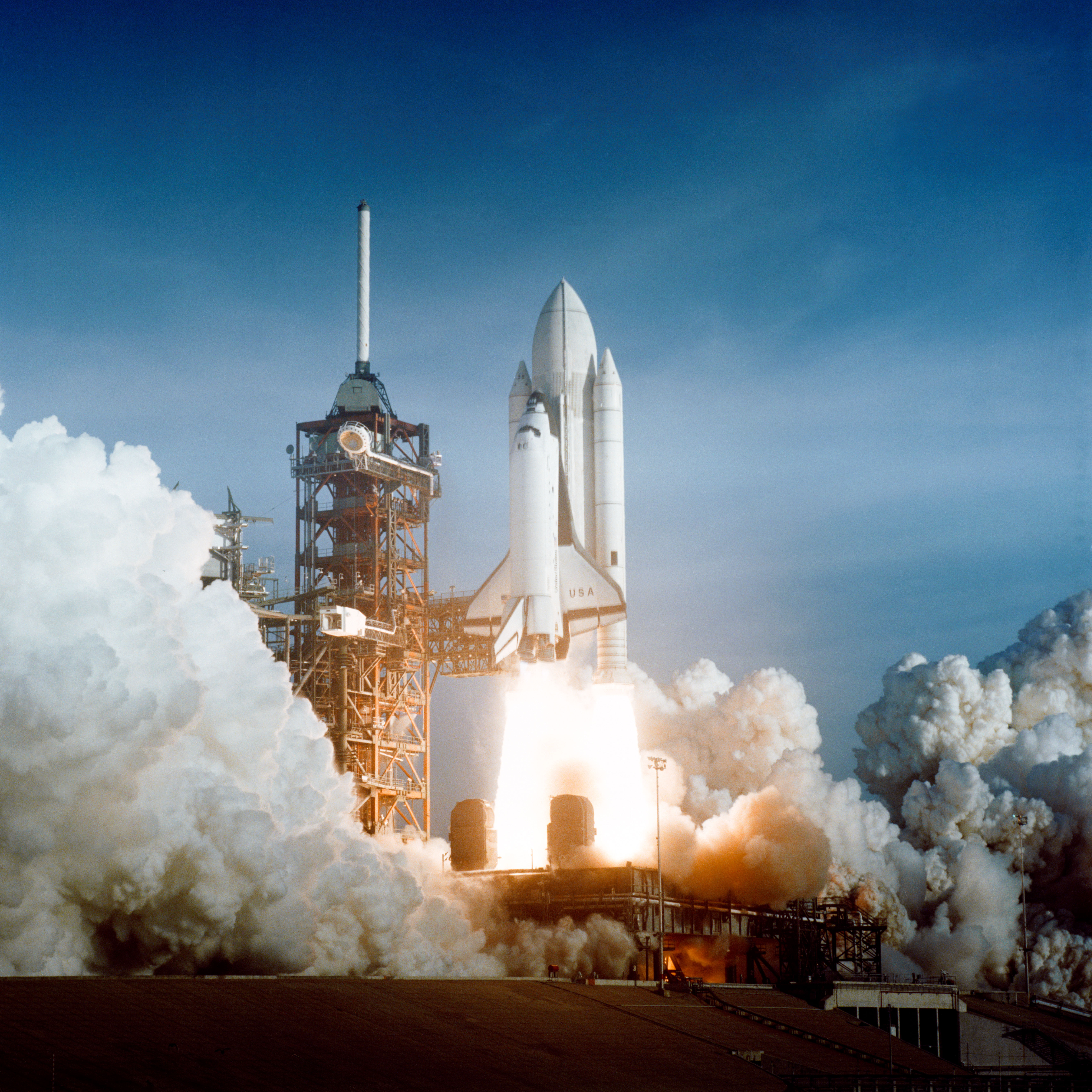
STS-1 임무를 수행하기 위해 케네디 우주 센터에서 발사되는 컬럼비아 우주왕복선

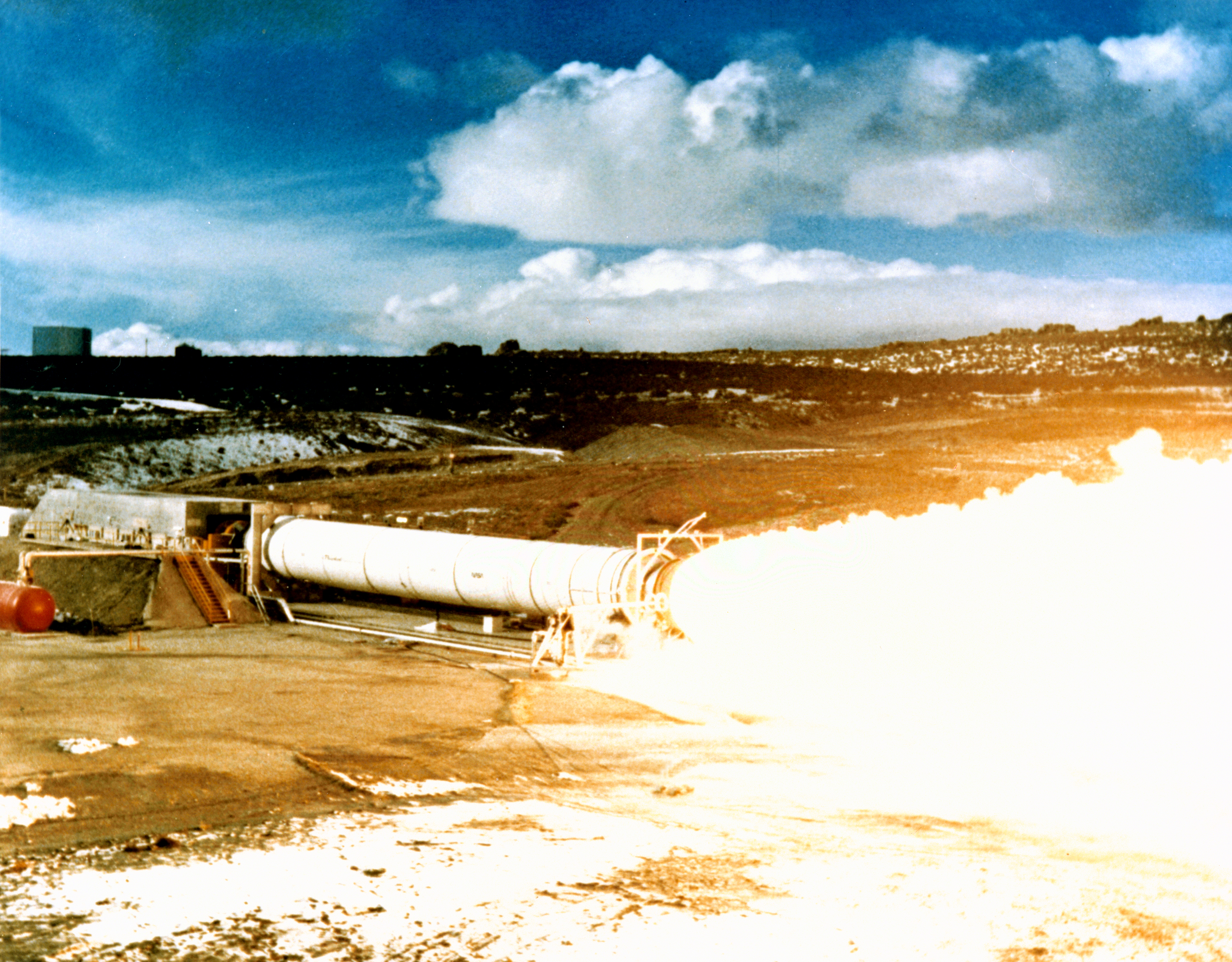
NASA의 고체 로켓 부스터 실험

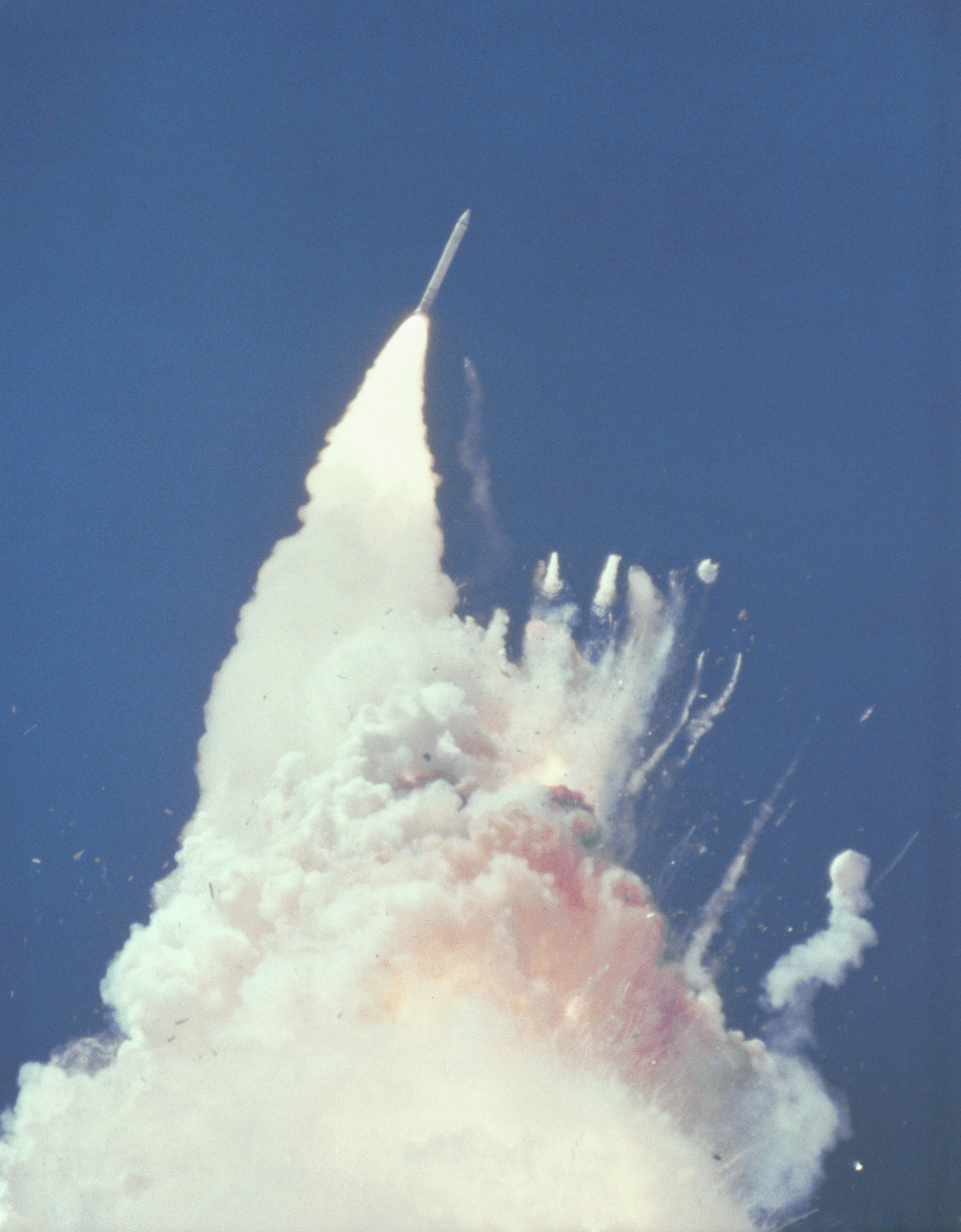
STS-51-L당시 폭발한 챌린저 우주왕복선의 고체 로켓 부스터

고체 로켓 부스터(固體 - , 영어: solid rocket booster, SRB)는 고체 연료를 사용해 로켓을 발사하는 부스터이다. 솔리드 로켓 부스터는 미국의 우주왕복선에 부착되어 이륙시 71%의 추진력을 공급해준다. 이륙한지 2분쯤 지나 67 km의 고도에 이르면 외부 탱크와 분리되며, 이후 낙하산을 이용해 바다에 떨어지고 회수된다. 로켓 부스터의 외부는 1.27 cm (1/2 인치) 두께의 강철로 이루어져 있다. 또한 고체 로켓 부스터는 아리안 5호에도 이용이 되었다.
고체 로켓모터는 구조가 비교적 간단하고 사용하기 편하다. 모든 추진제는 분사 노즐이 부착된 연소실(추력실)에 저장되고, 전기나 불꽃점화기로 추진제 장약을 점화시킨다. 그러나 액체추진제에 비교해 해면에서 비추력(Δv)범위가 약간 낮고, 저장온도에 따라 성능이 변하며, 분사압력 및 연소시간의 조절이 매우 까다롭다는 단점이 있다. 고체 로켓 부스터는 그 특성상 액체 연료 로켓 엔진에 비해 크기의 제약을 적게 받으므로, 수분의 1초 단위의 짧은 연소시간을 가지는 매우 작은 것과, 큰 것은 450톤에 이르는 크기까지 매우 다양한 범위로 설계된다. 대부분의 실용형 고체 연료 부스터는 일반적으로 원통형 구조의 고강도 철강합금으로 만들어지나, 유리섬유가 감겨진 모터케이스도 사용된다. 취미나 유희용 로켓의 저렴한 것은 강화된 종이나 열경화성 플라스틱으로 만들어진 것도 존재한다.

## 고체추진제
19세기말에 니트로글리세린이 발견될 때까지는 다양한 조성의 흑색화약이 유일한 추진제 원료였다. 질산칼륨이 니트로글리세린의 산화제이며, 황과 숯이 연료로 사용되었다. 로켓모터에서 흑색화약은 연소실압력과 조성(대표적인 무게비：질산칼륨 75％, 숯 15％, 황 10％)에 따라 50~70초의 비충격을 발생시킨다. 화약의 불꽃온도는 약 800~1,600℃이며, 혼합물은 연소실압력이 7㎏/cm2 이하일 때도 순조롭게 연소된다. 생성 가스의 부피는 원래 장약 부피의 약 400배이다. 니트로 폭발물이 등장함에 따라 고온 가스를 순조롭고 재생가능하게 얻을 수 있는 새로운 가능성이 생기게 되자 보다 높은 연소 온도와 압력에 적합한 모터 설계의 변화가 필요했다. 니트로셀룰로오스를 바탕으로 한 로켓 추진제는 단일바탕(singl-base) 추진제로 알려져 있다. 니트로셀룰로오스와 니트로글리세린의 혼합물은 2중바탕(double-base) 추진제로 알려져 있다.
2중바탕 추진제는 순조로운 연소를 위해 최소한 35㎏/cm2의 작동 연소실압력이 필요하다. 이 압력보다 낮으면, 불규칙적이고 진동하는 연소를 일으킨다. 불꽃온도는 3,000℃ 정도이며, 열량은 850~1,200㎈/g 정도이다. 비충격은 약 180~210초이다. 2중바탕 추진제에서 생성되는 가스의 부피는 원래 추진제 부피의 약 1,500배이다. 고체추진제는 크게 2종류로 나눈다. '균질' 추진제는 추진제나 이것의 혼합물이 밀접하게 연관된 고체추진제 혼합물에 적용된다. 단일바탕과 2중바탕 추진제는 균질추진제의 예이다. 복합(또는 불균질)추진제는 비록 미세한 가루로 만들어졌어도 물질들은 분명하게 분리된 상(相)으로 되어 있다. 복합추진제의 예로는 화약이 있다. 이들 가운데 하나는 75％가 과염소산칼륨이고 25％가 아스팔트 기름으로 된 혼합물인 갈시트(GALCIT) 계열이다. 또다른 계열은 NDRC 혼합물로 이루어진 것으로, 이것의 대표적인 예는 8％의 플라스틱 수지 결합제와 피크르산염 암모니아와 질산나트륨이 각각 약 46％씩 혼합된 것이 있다. 1970년대초 이후로 2중바탕 추진제와 복합추진제는 미사일과 우주발사체에 사용되고 있다. 복합혼합물에서는 과염소산암모니아가 표준산화제이다. 사용되는 대부분의 연료(그리고 결합제)로는 폴리염화비닐수지·폴리우레탄, 그리고 가끔 잘게 부서진 알루미늄이 첨가제로 들어 있는 합성고무를 쓴다

## 같이 보기
- 액체 로켓 부스터
- 로켓 엔진 비교